# Cureña (Sarapiquí)
Cureña es el quinto distrito del cantón de Sarapiquí, en la provincia de Heredia, de Costa Rica.

## Ubicación
Está ubicado en la región septentrional del país y limita con los distritos de La Virgen al sur, Puerto Viejo al este, la provincia de Alajuela al oeste y Nicaragua al norte.

## Historia
Cureña fue creado el 6 de octubre de 1999 por medio de Decreto Ejecutivo 28137-G.
Antes de esta fecha este territorio pertenecía al canto de San Carlos y más específicamente al distrito de Pital de San Carlos; pero por distintas decisiones  cantonales y de distancias territoriales este territorio se encontraba en total abandono, por lo cual algunos vecinos desde el año 1997 de la mano de Virgilio Aguilar Quirós y Anaís Villalobos Alvarado, lograron que el Cantón de Sarapiquí adoptará este territorio. 
Este echo histórico logró que este cantón que se encontraba sin electricidad, sin teléfonos públicos, sin carreteras 
logrará un avance importante en tan solo unos años.
Don Virgilio Aguilar conformó  la  primera asociación  de desarrollo  importante de la región,  esta misma fue la coordinadora  par que por medio de donaciones  de algunas instituciones gubernamentales, ONG y el pago de los vecinos  en el año 2003 la electricidad  fuera una realidad en la zona.
Como otro dato importante, el  único camino de salida de esta  región hasta el año 2003 era la ruta golfito-Veracruz, que se encontraba en muy mal estado.
Durante los años 1999 y 2000, con el apoyo del alcalde de apellido Matute, se logró construir una de las estructuras arquitectónicas más emblemáticas del distrito: el puente sobre el río Toro, a la altura del paso Cipriano. Este hecho histórico permitió la apertura del primer camino transitable para vehículos entre Cureña y Puerto Viejo de Sarapiquí.
Antes de esta fecha, la única manera de comunicarse con la cabecera del cantón era mediante el río Sarapiquí, a través de puentes rudimentarios —como el de mulas o el de hamaca— entre Golfito y la comunidad de Pangola. Este último, al año 2023, se encuentra en mal estado. La ruta alternativa, más larga y difícil, implicaba recorrer cerca de 105 km por las comunidades de Pital, Aguas Zarcas, Río Cuarto, San Miguel y La Virgen.
En el año 2005, bajo el liderazgo de Virgilio Aguilar Quirós, se fundó una Telesecundaria, hecho que marcó un hito en la historia del distrito. Inició con 11 estudiantes y, tras su crecimiento sostenido en número y tamaño, en 2009 cambió de nombre a Liceo Golfito de Cureña. Para el año 2025, cuenta con una matrícula de 67 estudiantes.

## Geografía
Cureña cuenta con un área de 369,73 km² y una altitud media de 98 m s. n. m.
Es el cuarto distrito del cantón por superficie. Presenta un relieve llano en la mayor parte de su territorio. 

## Demografía
Para el año 2022, Cureña cuenta con una población estimada de 1531 habitantes, y para el último censo efectuado, en 2011, Cureña contaba con una población de 951 habitantes.

## Localidades
- Cabecera: Golfito
- Poblados: Caño Tambor, Copalchí, Cureña, Los Ángeles del Río, Paloseco, Remolinito, Tambor, Tierrabuena, Trinidad, Unión del Toro, Vuelta Cabo de Hornos.

## Economía
Al igual que en su vecino distrito de Llanuras del Gaspar, la agricultura (banano, piña, yuca y plátano) es la base de la economía local.
Uno de los ingresos económicos más grandes para los núcleos familiares más pequeños es la lechería de doble propósito.
Por otra parte hace algunos años la reforestación con plantación  de Melina o gamhar (Gmelina arborea) se ha incrementado en algunas fincas, las cuales comparten pastoreo de ganado bovino.

## Transporte
Al año 2023 este territorio cuenta con un único  servicio  de transporte de bus, el cual presta el servicio  dos veces por semana (lunes y jueves) y el mismo se dirige  desde Tambor a Puerto Viejo de Sarapiquí. 

### Carreteras
Al distrito lo atraviesan las siguientes rutas nacionales de carretera:
- Ruta nacional 745
- Ruta Golfito-Pangola
- Ruta golfito-Veracruz
- Ruta Golfito Boca Tapada